# Elizabeth de Clare
Elizabeth de Clare, XI señora de Clare (16 de septiembre de 1295 – 4 de noviembre de 1360) fue la heredera de los señoríos de Clare, Suffolk, en Inglaterra y Usk, en Gales. Era la hija menor de Gilbert de Clare, VI conde de Hertford, y Juana de Acre, y hermana de Gilbert de Clare, posteriormente VII conde. También se referían a ella como Elizabeth de Burgh, por su primer matrimonio con John de Burgh. Sus dos siguientes maridos fueron Theobald II de Verdun (de la familia Butler) y Roger d'Amory.

## Familia
Elizabeth de Clare se casó tres veces, y tuvo un descendiente de cada matrimonio. Su padre fue una de las personas más ricas y poderosas de la nobleza inglesa, y su madre era una princesa inglesa, hija de Eduardo I de Inglaterra. Cuando el hermano de Elizabeth murió sin descendencia en la batalla de Bannockburn (1314), sus hermanas Elizabeth, Eleanor y Margaret se repartieron su fortuna, estimada en una ganancia de £6,000/año. De este modo, Elizabeth se convirtió en una de las mayores herederas de Inglaterra. Su tío materno, Eduardo II, la llamó a Inglaterra para encontrarle un esposo. Dejó en Irlanda por voluntad propia en 1316, dejando en la isla a su joven hijo, William.

## Primer matrimonio
Ella acompañó a su hermano Gilbert a Inglaterra por su doble boda con el hijo y la hija del conde del Úlster. Elizabeth se casó con John de Burgh el 30 de septiembre de 1308. Su esposo era el heredero de su padre, por lo que se esperaba Elizabeth que llegara a ser condesa. En 1312, dio a luz a su único hijo, William Donn de Burgh, futuro III conde de Úlster. Un año después, el esposo de Elizabeth murió en una escaramuza menor; y tras otro año lo hacía su hermano en la batalla de Bannockburn. Desde ese momento estaría destinada a volver a Irlanda.

## Segundo matrimonio
Eduardo II instaló a su acaudalada sobrina en el castillo de Bristol, con intención de mantenerla allí hasta que dispusiera casarla con uno de sus aliados. Pero los planes del rey resultaron infructuosos cuando Theobald II de Verdun, antiguo Justiciar de Irlanda, la secuestró en febrero de 1316. Cabe resaltar que él y Elizabeth habían estado prometidos antes de que ella fuera llamada a Inglaterra. Elizabeth tan solo fue Lady Verdun seis meses, dado que su marido murió el 27 de julio de ese mismo año de fiebre tifoidea. Él dejó tres hijas de un primer matrimonio, además de otro vástago no nato que gestaba Elizabeth. Ella se acomodó en el Priorato de Amesbury, bajo la protección de su tía, la monja Mary de Burgh. Allí donde dio a luz a su hija póstuma Isabel de Verdun, nombrada en honor a la reina, el 21 de marzo de 1317.

## Tercer matrimonio
Pocas semanas después del nacimiento de Isabel, Eduardo II finalmente pudo disponer de la mano de su sobrina para ofrecérsela a uno de sus favoritos. El elegido fue Roger D'Amory señor D'Amory y barón de Amory, en Irlanda- D'Amory había sido un caballero al servicio del último conde de Hertford, hermano de Elizabeth, que había progresado hasta llegar a ser amante de Eduardo II. Tras casarse con él, Elizabeth se convirtió en una pieza dentro del agitado gobierno de su tío Eduardo. También a su tercer marido le dio una hija, Elizabeth, nacida en mayo de 1318. Roger era imprudente y violento, y se enemistó con Hugo Despenser el Joven, cuñado de los D'Amory por su matrimonio con Eleanor de Clare. D'Amory se alió con los señores de las marcas, liderados por Roger Mortimer, en la rebelión conocida como Guerra de los Despenser.

## Pérdida y recuperación de sus propiedades
Despenser el Joven, cuñado de Elizabeth, se convirtió en el nuevo favorito del rey. Con el apoyo real, llevó a cabo un plan para consolidar su poder tomando control de las tierras adyacentes a sus señoríos en Gales, en especial los de Gwynllwg y Usk, que pertenecían a sus cuñadas Elizabeth y Margaret respectivamente. Roger D'Amory, el violento e imprudente marido de Elizabeth, se unió a la rebelión de los señores de las Marcas, capturando los castillos de Caephilly y Cardiff y consiguiendo que los Despenser abandonaran la corte por un corto periodo. En octubre de 1231, volvieron a ser llamados por el rey y se reinició la rebelión. Tras la batalla de Boroughbridge, Roger D' Amory fue hecho prisionero en el castillo de Turbury, Staffordshire, donde murió de sus heridas el 12 de marzo de 1322. Por su parte, Elizabeth fue capturada en el castillo de Usk y hecha prisionera en la abadía de Barking, en Londres, junto a sus hijas. El rey la obligó a cambiar su próspero señoría de Usk a su cuñado, a cambio del empobrecido señorío de Gower. En octubre de 1326, la reina Isabel y Mortimer se rebelaron contra el rey y Despenser, cuando este fue ejecutado, Elizabeth ya estaba en el castillo de Usk, que volvió a su poder. Ella elaboró una lujosa fiesta de Navidad ese año, probablemente para celebrar la muerte de su rival. También hizo trabajos en los castillos de Usk y Llangibby, donde recibiría y agasajaría a sus amigos, en especial a Marie de St Pol, condesa de Pembroke. Permaneció en Usk desde octubre de 1348 hasta abril de 1350, quizás para escapar de la Peste Negra..

## Vida posterior
Tras enviudar en tres ocasiones, Elizabeth no volvió a desposarse y tomó el título de "señora de Clare", por ser Suffolk su señorío principal, aunque también residía en la Abadía de Anglesey, Cambridgeshire; Great Bardfield, EssexK y en una casa que mandó construir en 1352, en el convento de las clarisas de Aldgate donde estaba enterrada su hermana Margaret. Gracias a los registros de su casas, entre otros, es muy fácil asumir como debieron ser sus últimos veinticinco años. Se conocen sus transacciones económicas para abastecer a los más de cien miembros de su casa, así como los trabajos de su herrero personal y sus donaciones religiosas a distintos edificios e instituciones ligadas con la familia d Clare. Su segunda fundación más importante y duradera sería el Clare College, en la Universidad de Cambridge. Su relación con la universidad inició cuando le pidieron soporte económico para el University Hall. En 1346, su fundador, Richard de Badew, cedió el derecho de patronazgo a Elizbeth, quien lo refundó dando nuevas concesiones y renombrandolo como Clare Halli.

## Muerte
Elizabeth de Clare, murió el 4 de noviembre de 1360, y fue enterrada en el convento de las clarisas donde construyó su residencia. Su funeral costó £200. Su tumba no sobrevivió, pero están publicados su testamento y los registros de su casa. Su hija mayor, Isabel de Verdun, se casó con Henry de Ferrers, II señor Ferrers de Groby, y su hija menor, Elizabeth d'Amory, se casó con John Bardolf, III barón Bardolf de Wormegay (1314–1363). Su hijo William, III conde de Úlster, se casó con Matilde de Lancaster, y fue padre de Isabel de Burgh, IV condesa de Úlster. Isabel se convirtió en la esposa del segundo hijo de Eduardo III, Leonel de Amberes, duque de Clarence en 1342. En cuanto a William, ya había muerto asesinado en Irlanda en 1333, veintisiete años antes que su madre, el 4 de noviembre de 1360. A través de su nieta Elizabeth, es descendiente de todos los reyes de Inglaterra a partir de Eduardo IV, con excepción de Enrique VII.